# Сандра Деј О’Конор
Сандра Деј О’Конор (енгл. Sandra Day O'Connor; Ел Пасо, 26. март 1930 — Финикс, 1. децембар 2023) била је америчка правница која је служила као придружени судија Врховног суда Сједињених Америчких Држава. О’Конор је била прва жена која је именована у Врховни суд. Именовао ју је Роналд Реган 1981. Поједине религијске групе и групе које су се бориле за забрану абортуса противиле су се њеном именовању, међутим именовање је једногласно потврђено у Сенату. Укупно 99 сенатора је гласало „за“, док сенатор Макс Баукус није присусвовао седници и гласању, али је послао О’Коноровој примерак књиге A River Runs Through It као извињење.
У првим годинама мандата, О’Конор је најчешће гласала са козервативним крилом Суда, нарочито са председником Ренквистом. У прве три године мандата, она и Ренквист су у 87% предмета гласали исто. Међутим, како је суд постајао све више конзервативан (долазак Томаса уместо Маршала и Кенедија умјесто Пауела), О’Конор је често била та која је давала одлучујући глас, нарочито у случајевима када је суд био подељен по идеолошкој линији. У таквим пресудама између 1994. и 2004, О’Конор је 82 пута гласала са конзервативним крилом Суда, а 28 пута се придружила либералном крилу.
На листи најмоћнијих жена света часописа Форбс, О’Конор је 2004. била на шестом месту, а 2005. на тридесетшестом. Једине Американке које су биле испред ње на листи су Кондолиза Рајс, Хилари Клинтон и Лаура Буш. Дана 12. августа 2009, председник САД Барак Обама доделио јој је Националну медаљу слободе, највеће цивилно признање САД.